# Maksym Kaliniczenko
Maksym Serhijowycz Kaliniczenko, ukr. Максим Сергійович Калініченко (ur. 26 stycznia 1979 w Charkowie) – ukraiński piłkarz występujący na pozycji pomocnika, reprezentant Ukrainy, trener piłkarski.

## Kariera piłkarska

### Kariera klubowa
Kaliniczenko rozpoczynał swoją karierę piłkarską w Dnipro Dniepropietrowsk. W 2000 przeniósł się do czołowej rosyjskiej drużyny Spartaka Moskwa. Z klubem Kaliniczenko występował w europejskich pucharach. Łącznie rozegrał dla Spartaka 135 meczów i zdobył 22 bramki. W 2008 roku powrócił do Dnipra Dniepropietrowsk. Na początku 2011 razem z Ołeksijem Bielikiem został wystawiony na transfer. W czerwcu 2011 podpisał 2-letni kontrakt z Tawriją Symferopol

## Kariera reprezentacyjna
W reprezentacji Ukrainy Kaliniczenko zadebiutował w 2002 roku. W 2006 został powołany przez Ołeha Błochina na Mistrzostwa Świata, na których zaliczył dwie asysty i zdobył ostatnią bramkę w meczu grupowym z Arabią Saudyjską (4:0). Ogółem rozegrał dla kadry 44 mecze i zdobył 7 goli. 23 kwietnia 2014 roku z powodu nieotrzymania przez dłuższy czas wypłaty anulował kontrakt z krymskim klubem.

## Kariera trenerska
Po zakończeniu kariery zawodniczej rozpoczął karierę trenerską. 27 grudnia 2017 został zaproszony do sztabu szkoleniowego Polissia Żytomierz.

## Sukcesy i odznaczenia

### Sukcesy klubowe
- mistrz Rosji: 2000, 2001
- wicemistrz Rosji: 2005, 2006, 2007
- brązowy medalista Mistrzostw Rosji: 2002
- zdobywca Pucharu Rosji: 2003
- finalista Pucharu Ukrainy: 1997

### Sukcesy reprezentacyjne
- ćwierćfinalista Mistrzostw Świata: 2006

### Sukcesy indywidualne
- wybrany do listy 33 najlepszych piłkarzy roku na Ukrainie: Nr 1 (2002, 2006, 2007), Nr 2 (2000, 2005)

### Odznaczenia
- tytuł Mistrza Sportu Klasy Międzynarodowej: 2005[5]
- Order „Za odwagę” III klasy: 2006[6]